# Acandí
Acandí là một khu tự quản thuộc tỉnh Chocó, Colombia. Thủ phủ của khu tự quản Acandí đóng tại Acandí Khu tự quản Acandí có diện tích 869 ki lô mét vuông. Đến thời điểm ngày 28 tháng 5 năm 2005, Acandí có dân số 10056 người.